# Marco Verde
Marco Alonso Verde Álvarez (Mazatlán, Sinaloa, 11 de febrero de 2002) es un boxeador olímpico mexicano. 

## Primeros años
Marco Alonso Verde Álvarez nació el 11 de febrero de 2002 en Mazatlán, Sinaloa, siendo hijo del boxeador olímpico Manuel Verde. Ese último compitió en la categoría de peso mediopesado en los Juegos Olímpicos de Barcelona 1992.

## Trayectoria deportiva
En 2023, ganó la medalla de oro en la categoría de 71 kg de los Juegos Panamericanos.  
Ganó la medalla de oro en los XXIV Juegos Centroamericanos y del Caribe. Además, obtuvo el subcampeonato en el torneo Boxam Internacional Élite 2024.
Participó en los Juegos Olímpicos de París 2024, donde consiguió una medalla de plata en la categoría de 71 kg. Su victoria lo convirtió en el primer boxeador mexicano en recibir una medadla olímpica de plata desde Los Ángeles 1984.

### Resultados olímpicos
2024 – París
- Octavos de final – derrotó a Tiago Muxanga (Mozambique) 3–2
- Cuartos de final – derrotó a Nishant Dev (India) 4–1
- Semifinales – derrotó a Lewis Richardson (Gran Bretaña) 3–2
- Final – perdió ante Asadkhuja Muydinkhujaev (Uzbekistán) 0–5 (ganó una medalla de plata)

## Palmarés internacional
| Juegos Olímpicos           | Juegos Olímpicos           | Juegos Olímpicos | Juegos Olímpicos |
| Año                        | Lugar                      | Medalla          | Categoría        |
| -------------------------- | -------------------------- | ---------------- | ---------------- |
| 2024                       | París (Francia)            | Medalla de plata | 71 kg            |
| Juegos Panamericanos       |                            |                  |                  |
| Año                        | Lugar                      | Medalla          | Categoría        |
| 2023                       | Chile (Santiago)           | Medalla de oro   | 71 kg            |
| Juegos Centroamericanos    |                            |                  |                  |
| Año                        | Lugar                      | Medalla          | Categoría        |
| 2023                       | El Salvador (San Salvador) | Medalla de oro   | 71 kg            |
| Torneo Internacional Boxam |                            |                  |                  |
| Año                        | Lugar                      | Medalla          | Categoría        |
| 2024                       | España (La Nucía)          | Medalla de plata | 71 kg            |